# Poltava-Klasse
Die Poltava-Klasse, auch Poltava-Typ oder Projekt 594  beziehungsweise Bezhitsa-Klasse, Bezhitsa-Typ oder Projekt 595, für den Export bestimmte Einheiten Projekt 595E, ist eine Baureihe von Stückgutfrachtschiffen. Es waren die ersten sowjetischen Offenen Stückgutfrachtschiffe.

## Einzelheiten
Der Entwurf des Schiffstyps wurde unter der Leitung von B.K. Sidorov bei der Chernomorsky Sudostroitelni Zavod (Schwarzmeer-Werft) in Mykolajiw durchgeführt. Gebaut wurde der Entwurf von 1961 bis 1970 bei der Nosenko-Werft in Mykolajiw (Poltava-Klasse) und von 1961 bis 1974 bei der Kherson-Werft in Cherson (Bezhitsa-Klasse). Mit 19 Einheiten wurde ein großer Teil der Projekt-594- und Projekt-595-Schiffe wurde von der ukrainischen Schwarzmeer-Reederei (Black Sea Shipping Company, Blasco) geordert. 34 Projekt-595E-Schiffe wurden nach Griechenland, Deutschland, Pakistan, Kuwait, Irak, Ungarn und Indien exportiert.
Das schiffbaulich herausragendste Merkmal des Schiffsentwurfs war die Bauweise als eines der weltweit ersten Typen des Offenen Stückgutfrachtschiffs. Die Bauart mit geringem Unterstau von nur 1,4 bis 1,6 Metern ermöglichte einen schnelleren und insbesondere bei sperrigen Ladungsgütern einfacheren Ladungsumschlag. Der große Decksöffnungsgrad wurde schiffbaulich durch den Einbau von Doppelluken mit mittlerem Längsherft umgesetzt, um die auftretenden Torsionskräfte im Schiffskörper aufnehmen zu können. Vor den weit nach achtern gerückten Aufbauten befanden sich fünf Laderäume mit einem Getreiderauminhalt von 17.850 m³ bzw. Ballenrauminhalt von 16.440 m³ deren Zwischendecks jeweils mit hydraulischen Glattdecklukendeckeln verschlossen wurden. Achtern befand sich ein weiterer Kühlladeraum mit einem Ballenrauminhalt von 920 m³. Auch die Hauptlukendeckel waren als hydraulische Klapplukendeckel ausgeführt.
Die Ladungseinrichtungen setzten sich aus 13 elektrohydraulischen Schiffskränen und einem 60-Tonnen-Schwergutbaum zur Übernahme von Schwergut in den Luken 3 und 4 ausgerüstet.

## Die Schiffe (Auswahl)
| Schiffe der Poltava/Bezhitsa-Klasse | Schiffe der Poltava/Bezhitsa-Klasse | Schiffe der Poltava/Bezhitsa-Klasse | Schiffe der Poltava/Bezhitsa-Klasse | Schiffe der Poltava/Bezhitsa-Klasse          | Schiffe der Poltava/Bezhitsa-Klasse                                                                       |
| Bauname                             | IMO-Nummer                          | Bauwerft/ Baunummer                 | Indienststellung                    | Auftraggeber                                 | Umbenennungen und Verbleib                                                                                |
| ----------------------------------- | ----------------------------------- | ----------------------------------- | ----------------------------------- | -------------------------------------------- | --- |
| Poltava                             | 5281453                             | Nosenko                             | 1962                                | -                                            | 21. August 1989 → Abbruch in Alang                                                                        |
| Bezhitsa                            | 6415740                             | Kherson                             | 1963                                | -                                            | 1982 → Abbruch in Chittagong                                                                              |
| Perekop                             | 6413986                             | Nosenko                             | 1963                                | -                                            | → ? |
| Polotsk                             | 5417204                             | Nosenko                             | 1963                                | -                                            | → ? |
| Pavlovsk                            | 6521680                             | Nosenko                             | 1964                                | -                                            | 1991 → Hoa Mai                                                                                            |
| Pridneprovsk                        | 6421517                             | Nosenko                             | 1964                                | -                                            | → ? |
| Bryanskiy Rabochiy                  | 6501484                             | Kherson                             | 1964                                | -                                            | → ? |
| Nikolaev                            | 6806157                             | Nosenko                             | 1964                                | -                                            | → ? |
| Babushkin                           | 6521284                             | Nosenko                             | 1965                                | -                                            | → ? |
| Baymak                              | 6726101                             | Nosenko                             | 1965                                | -                                            | → ? |
| Bakuriani                           | 6521496                             | Nosenko                             | 1965                                | -                                            | → ? |
| Balashikha                          | 6600345                             | Kherson                             | 1965                                | -                                            | 2000 → Luna I, 5. September 2000 → Abbruch in Alang                                                       |
| Belgorod-Dnestrovskiy               | 6611942                             | -                                   | 1965                                | -                                            | → ? |
| Partizanskaya Iskra                 | 6806157                             | Nosenko                             | 1966                                | -                                            | → ? |
| Berislav                            | 6701113                             | Nosenko                             | 1966                                | -                                            | → ? |
| Bratslav                            | 6702882                             | Kherson                             | 1966                                | -                                            | → ? |
| Genichesk                           | 6707404                             | Kherson                             | 18. September 1966                  | Black Sea Shipping Company                   | 1967 umgebaut zum Raumforschungsschiff → Kosmonavt Vladimir Komarov, 1991 außer Dienst, 1993 verschrottet |
| Partizanskaya Slava                 | 6806169                             | Nosenko                             | 1967                                | -                                            | → ? |
| Berezovka                           | 6721424                             | Kherson/1312                        | 1967                                | Black Sea Shipping Company                   | 1994 → Abbruch in Chittagong                                                                              |
| Kapitan Vislobokov                  | 6920185                             | Nosenko                             | 1967                                | -                                            | → ? |
| Oktyabrskaya Revolyutsiya           | 6723989                             | Kherson                             | 1967                                | -                                            | 1989 → Hoa Lu 03, 5. April 1995 → Abbruch in Kalkutta                                                     |
| Evtyhia                             | 6606193                             | Kherson/1306                        | 22. Dezember 1965                   | Felicia Efi Compania Naviera, Piräus         | → ? |
| Klavdia                             | 6700872                             | Kherson/1309                        | 29. Juni 1966                       | Klavdia Compania Naviera, Piräus             | → ? |
| Evgenia                             | 6707947                             | Kherson/1313                        | 29. Dezember 1966                   | Achilles Frangistas, Piräus                  | → ? |
| Al-Abedin                           | 6803703                             | Kherson/1314                        | 29. Dezember 1966                   | Muhammadi Steam Ship Company, Karachi        | → ? |
| Al-Kadisiah                         | 6800672                             | Kherson/1316                        | 28. Mai 1967                        | Kuwait Shipping Company, Kuwait              | → ? |
| Brunswik                            | 6910659                             | Kherson/1317                        | 31. August 1967                     | Reederei Willy Bruns & Co., Hamburg          | → ? |
| Brunskamp                           | 6825672                             | Kherson/1318                        | 31. Oktober 1967                    | Reederei Willy Bruns & Co., Hamburg, Hamburg | → ? |
| AL Sabahiah                         | 6820751                             | Kherson/1319                        | 7. Juni 1968                        | Kuwait Shipping Company, Kuwait              | → ? |
| Brunshagen                          | 6901581                             | Kherson/1320                        | 30. Juni 1968                       | Reederei Willy Bruns & Co., Hamburg          | → ? |
| Al Jabiriah                         | 6910506                             | Kherson/1321                        | 31. August 1968                     | Kuwait Shipping Company, Kuwait              | → ? |
| Al Mansouriah                       | 7003532                             | Kherson/1322                        | 31. Oktober 1968                    | Kuwait Shipping Company, Kuwait              | → ? |
| Al Odailiah                         | 7003544                             | Kherson/1323                        | 30. September 1969                  | Kuwait Shipping Company, Kuwait              | → ? |
| Brunshorst                          | 7032856                             | Kherson/1324                        | 25. Dezember 1969                   | Reederei Willy Bruns & Co., Hamburg          | → ? |
| Brunstorf                           | 7032868                             | Kherson/1325                        | 5. August 1970                      | Reederei Willy Bruns & Co., Hamburg          | → ? |
| Brunshain                           | 7044134                             | Kherson/1326                        | 30. September 1970                  | Reederei Willy Bruns & Co., Hamburg          | → ? |
| Brunsbrock                          | 7044122                             | Kherson/1327                        | 16. November 1970                   | Reederei Willy Bruns & Co., Hamburg          | → ? |
| Baghdad                             | 7113870                             | Kherson/1328                        | 21. Dezember 1970                   | Iraqi Maritime Transport Company, Basrah     | → ? |
| Al Gurainiah                        | 7110933                             | Kherson/1329                        | 30. April 1971                      | Kuwait Shipping Company, Kuwait              | → ? |
| Basrah                              | 7119422                             | Kherson/1330                        | 13. Juni 1971                       | Iraqi Maritime Transport Company, Basrah     | → ? |
| Al Khalidiah                        | 7110945                             | Kherson/1331                        | 31. August 1971                     | Kuwait Shipping Company, Kuwait              | → ? |
| Al Omariah                          | 7110957                             | Kherson/1332                        | 30. September 1971                  | Kuwait Shipping Company, Kuwait              | → ? |
| Al Aridhiah                         | 7127388                             | Kherson/1333                        | 1. Dezember 1971                    | Kuwait Shipping Company, Kuwait              | → ? |
| Babylon                             | 7217937                             | Kherson/1334                        | 27. Dezember 1971                   | Iraqi Maritime Transport Company, Basrah     | → ? |
| Sindbad                             | 7217949                             | Kherson/1335                        | 30. April 1972                      | Iraqi Maritime Transport Company, Basrah     | → ? |
| Al Solaibiah                        | 7224631                             | Kherson/1336                        | 1. Juni 1972                        | Kuwait Shipping Company, Kuwait              | → ? |
| Al Farwaniah                        | 7227621                             | Kherson/1337                        | 20. Juli 1972                       | Kuwait Shipping Company, Kuwait              | → ? |
| Ady                                 | 7301166                             | Kherson/1338                        | 27. August 1972                     | Hungarian Shipping Company, Budapest         | → ? |
| Al Shidadiah                        | 7227633                             | Kherson/13399                       | 30. November 1972                   | Kuwait Shipping Company, Kuwait              | → ? |
| Petofi                              | 7311898                             | Kherson/1340                        | 29. Dezember 1972                   | Hungarian Shipping Company, Budapest         | → ? |
| Vishva Umang                        | 7325863                             | Kherson/1341                        | 1. April 1973                       | The Shipping Corporation of India, Bombay    | → ? |
| Vishva Tarang                       | 7331032                             | Kherson/1342                        | 25. Juli 1973                       | The Shipping Corporation of India, Bombay    | → ? |
| Vishva Asha                         | 7369998                             | Kherson/1343                        | 2. Oktober 1973                     | The Shipping Corporation of India, Bombay    | → ? |
| Al Salehiah                         | 7334694                             | Kherson/1345                        | 5. Dezember 1973                    | Kuwait Shipping Company, Kuwait              | → ? |
| Vishva Abha                         | 7370002                             | Kherson/1344                        | 27. April 1974                      | The Shipping Corporation of India, Bombay    | → ? |